# Abe no Uchimaro
Abe no Uchimaro (阿倍内麻呂?   fallecido el 3 de mayo de 649) fue un  político japonés de la era Asuka.
En 645, tras el Incidente Isshi que condujo al asesinato de Soga no Iruka y el ascenso al trono del Emperador Kotoku, se decidió por orden imperial redactar las reformas Taika. Con dichas reformas, el puesto de Ōomi que ostentaba el otrora poderoso clan Soga sería dividido en dos: sadaijin (Ministro de la Izquierda), asignado a Uchimaro y udaijin (Ministro de la Derecha), asignado a Soga no Kurayamada no Ishikawa no Maro (uno de los conspiradores en el Incidente Isshi). En los nuevos cargos, el sadaijin era el puesto más importante (Ministro Superior de Estado), mientras que el udaijin era su asistente.
Durante el cargo, Uchimaro tuvo simpatías con el grupo budista del templo Shitennō-ji, dedicado a los Cuatro Reyes Celestiales, y estos aprovecharon para influir dentro de la corte imperial. Según el Nihonshoki, en 648 Uchimaro realizó una ceremonia en el templo donde cuatro imágenes budistas fueron develados (presumiblemente los Cuatro Reyes Celestiales).
No obstante, Uchimaro murió abruptamente al año siguiente, cesando el avance budista en la corte. La muerte de Uchimaro causó congoja entre la familia imperial, incluyendo al Emperador Kotoku, quien con miembros de la familia y su séquito acudieron a la puerta de Suzakumon en su funeral. Esto ocurriría días antes de la acusación de traición por parte de Soga no Kurayamada no Ishikawa no Maro, quien posteriormente se suicidaría.